# Johan Ihre

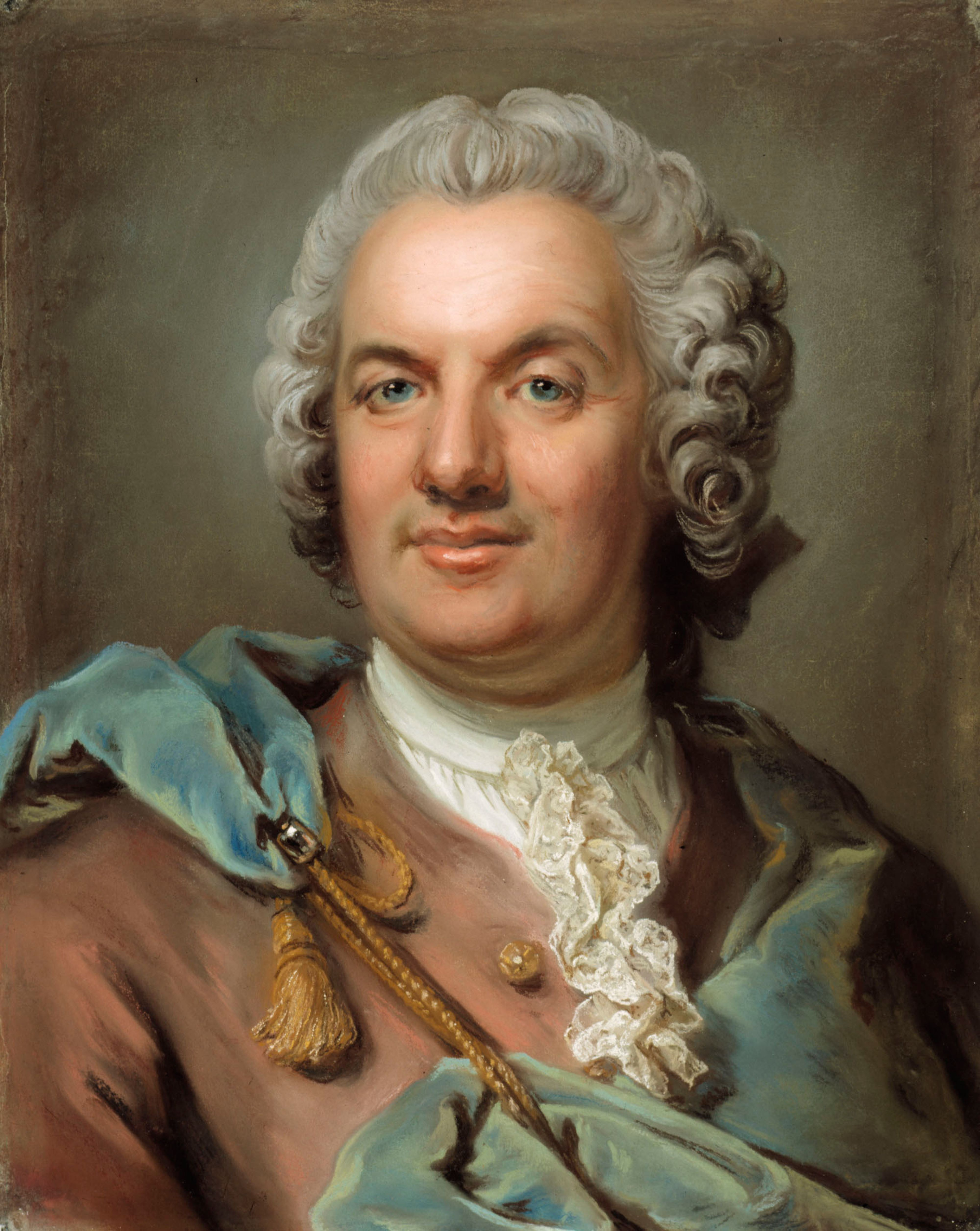
Johan Ihre

Johan Ihre der Ältere (* 14. März 1707 in Lund; † 1. Dezember 1780 in Uppsala) war ein schwedischer Sprachforscher.

## Leben
Johan Ihre war Sohn des Theologen Thomas Ihre (1659–1720) und dessen erster Frau Brita Steuchia († 1710). Als der Vater verstarb, wuchs das elternlose Kind bei seinem Großvater, dem Erzbischof Mattias Steuchius (1644–1730), auf.
1730 legte Johan Ihre das Magisterexamen in Uppsala ab. Von 1730 bis 1733 studierte er im Ausland (unter anderem in Oxford, London und Paris). 1734 wurde er Dozent an der Universität Uppsala und bekleidete ab 1735 das renommierte Amt des dortigen Bibliothekars. 1737 wurde er zum Professor für Lateinische Dichtkunst berufen. Von 1738 bis zu seinem Tod hatte er die Skytteanische Professur inne, eine der angesehensten akademischen Positionen Schwedens. Insgesamt viermal (1745, 1754, 1762 und 1774) amtierte er als Rektor der Universität.
1755 wurde Johan Ihre in die Königliche Gelehrsamkeits-, Geschichts- und Antiquitätenakademie (schwedisch Kungliga Vitterhets Historie och Antikvitets Akademien) gewählt. 1757 wurden er und seine Familie in den Adelsstand erhoben.

## Werk
Johan Ihre wurde als Begründer des germanischen Sprachwissenschaft und der Vergleichenden Linguistik in Schweden berühmt. Seine Vorarbeiten hatten Einfluss auf Jacob Grimms Entdeckung der germanischen Lautverschiebung. 1769 erschien Ihres etymologisches Wörterbuch der schwedischen Sprache, in dem er systematische Herleitungen schwedischer Worte aus dem Altnordischen anstellt und mit anderen germanischen Sprachen vergleicht.

## Wichtigste Werke
- Utkast till föreläsningar öfwer swenska språket (1745)
- Fragmenta versonis Ulphilanae, continentia particulas (1763)
- Swenskt dialect lexicon (1766)
- Anmärkningar, rörande Codex argenteus i Upsala (1767)
- Analecta Ulphilana (1767–1769)
- Glossarium Suiogothicum (1769)
- Scripta versionem Ulphilanam et linguam Moeso-Gothicam illustrantia (1773)

## Privatleben
1738 heiratete Johan Ihre Sara Charlotta Brauner († 1758). Nach dem Tod seiner Frau ehelichte er ein Jahr später Charlotta Johanna Gerner (1728–1822).